# Wahlbezirk Österreich unter der Enns 54
Der Wahlbezirk Österreich unter der Enns 54 war ein Wahlkreis für die Wahlen zum Abgeordnetenhaus im österreichischen Kronland Österreich unter der Enns. Der Wahlbezirk wurde 1907 mit der Einführung der Reichsratswahlordnung geschaffen und bestand bis zum Zusammenbruch der Habsburgermonarchie.

## Geschichte
Nachdem der Reichsrat im Herbst 1906 das allgemeine, gleiche, geheime und direkte Männerwahlrecht beschlossen hatte, wurde mit 26. Jänner 1907 die große Wahlrechtsreform durch Sanktionierung von Kaiser Franz Joseph I. gültig. Mit der neuen Reichsratswahlordnung schuf man insgesamt 516 Wahlbezirke, wobei mit Ausnahme Galiziens in jedem Wahlbezirk ein Abgeordneter im Zuge der Reichsratswahl gewählt wurde. Der Abgeordnete musst sich dabei im ersten Wahlgang oder in einer Stichwahl mit absoluter Mehrheit durchsetzen. Der Wahlkreis Österreich unter der Enns 54 umfasste die Gerichtsbezirke Mistelbach und Matzen, wobei die zum Wahlbezirk 38 gehörende Gemeinde Mistelbach vom Wahlbezirk ausgenommen war.
Aus der Reichsratswahl 1907 ging Ignaz Withalm (Christlichsoziale Partei) als Sieger im ersten Wahlgang hervor. Withalm verstarb am 16. September 1910, woraufhin der Minister des Inneren per Erlass die Ersatzwahl für den 8. Juni 1911 ansetzte. Da in der Folge jedoch das Abgeordnetenhaus aufgelöst wurde und die allgemeine Reichsratswahl 1911 am 13. Juni 1911 durchgeführt wurde entfiel die separate Ersatzwahl. Bei der Reichsratswahl 1911 setzte sich schließlich Josef Bogendorfer in der Stichwahl gegen einen Parteikollegen durch.

## Wahlen

### Reichsratswahl 1907
Die Reichsratswahl 1907 wurde am 14. Mai 1907 (erster Wahlgang) durchgeführt. Die Stichwahl entfiel auf Grund der absoluten Mehrheit von Ignaz Withalm im ersten Wahlgang.
| Kandidat                                                                       | Partei                             | Wahlkreis- stimmen | Stimmen- anteil |
| ------------------------------------------------------------------------------ | ---------------------------------- | ------------------ | --------------- |
| Ignaz Withalm                                                                  | Christlichsoziale Partei           | 8238               | 88,4 %          |
| Leopold Kleindesner                                                            | Sozialdemokratische Arbeiterpartei | 796                | 8,5 %           |
| Sonstige                                                                       |                                    | 284                | 3,0 %           |
| Wahlberechtigte: 10.245, Ungültige/Leere Stimmen: 451, Wahlbeteiligung: 95,4 % |                                    |                    |                 |

### Reichsratswahl 1911
Die Reichsratswahl 1911 wurde am 13. Juni 1911 (erster Wahlgang) sowie am 20. Juni 1911 (Stichwahl) durchgeführt.

#### Erster Wahlgang
| Kandidat                                                                       | Partei                             | Wahlkreis- stimmen | Stimmen- anteil |
| ------------------------------------------------------------------------------ | ---------------------------------- | ------------------ | --------------- |
| Josef Bogendorfer                                                              | Christlichsoziale Partei           | 4774               | 49,0 %          |
| Josef Veit                                                                     | Christlichsoziale Partei           | 4029               | 41,3 %          |
| Adolf Laser                                                                    | Sozialdemokratische Arbeiterpartei | 523                | 5,4 %           |
| Georg Eder                                                                     | deutsch-freiheitlicher Kandidat    | 345                | 3,5 %           |
| Sonstige                                                                       |                                    | 78                 | 0,8 %           |
| Wahlberechtigte: 10.458, Ungültige/Leere Stimmen: 218, Wahlbeteiligung: 95,8 % |                                    |                    |                 |

#### Stichwahl
| Kandidat                                                                 | Partei                   | Wahlkreis- stimmen | Stimmen- anteil |
| ------------------------------------------------------------------------ | ------------------------ | ------------------ | --------------- |
| Josef Bogendorfer                                                        | Christlichsoziale Partei | 5047               | 51,5 %          |
| Josef Veit                                                               | Christlichsoziale Partei | 4752               | 48,5 %          |
| Wahlberechtigte: 10.458, Ungültige Stimmen: 225, Wahlbeteiligung: 95,9 % |                          |                    |                 |